# Камос
Камос био је девети и последњи фараон седамнаесте египатске династије. Био је син Таоа II. Камосеу се обично приписује владавина од три године, иако су сада неки научници склонији приписати дужу владавину од пет година. Његова владавина је важна због тога што је покрено одлучне војне походе против Хикса, Азијски освајача који су владали Старим Египтом.

## Војни походи
Тебанска династија којој је припадао камоси је на почетку била тек лоза локалних номарха, чија је власт била ограничена те који су, у овом или оном облику признавали власт Хикса. Међутим, династија је с временом ојачала те почела да шири свој утицај на Горњи Египат, да би се постепено осамосталила. Тај је процес ескалирао у време Камосеовог оца Таоа II, који је Хиксима не само отказао послушност, него против њих почео водити мање ратне походе. На једном од њих је и погинуо.

## Мумија
Камосеова мумија се спомиње у Аботовом папирусу, запису о истрагама пљачке гробова која је спроведена у доба Рамзеса IX, око 400 година након Ахмосеовог покопа. Док се за гроб наводи да је "у добром стању", сама мумија је очигледно померена, јер је 1857. године нађена на налазишту Дра 'Абу ел-Нага', по свему судећи намерно скривена у хрпи рушевина. Саркофаг са Камосеовим именом су пронашли египтолози Франсоис Марио и Хајнрих Бругс, споменувши како је мумија у лошем стању. Саркофаг је тек педесет година након открића идентификован као Камосеов, али се мумија у међувремену изгубила.